# Calau bicorne
El calau bicorne (Buceros bicornis) és una espècie d'ocell coraciforme de la família Bucerotidae, d'aspecte inconfusible, que habita les selves existents entre el nord-est de l'Índia i la Península Malaia, i l'illa de Sumatra. No se'n coneixen subespècies. Fa de 90 a 100 cm de longitud. Els seus costums reproductius són únics entre els ocells, ja que el mascle "apareda" en un tronc la femella mentre dura la incubació.